# 十萬個冷笑話 (電影)
《十萬個冷笑話》（One Hundred Thousand Bad Jokes）是改编自中國大陸漫畫家寒舞的同名動畫電影作品，中国于2014年12月31日上映。

## 登場人物
| 聲優     | 角色                    | 備註 |
| 张杰     |                         | 本作主角，出於「世界末日篇」的角色，超能力是吐槽                                                         |
| 圖特哈蒙 | 鳥不拉屎大王 (newblash) | 本作反派，出於「世界末日篇」的角色 ，超能力是犯二能量                                                    |
| 盧恆宇   | 時光雞                  | 本作原創角色，口頭禪是:要成為一個出色的英雄喔                                                            |
| 寶木中陽 | 李靖                    | 男配角，出於「哪吒篇」的角色，超能力是百分百被空手接白刃，口頭禪是:哪吒，你又闖什麼禍                    |
| 山新     | 哪吒                    | 男配角，出於「哪吒篇」的角色，超能力是賣萌，口頭禪是:挖咧個乖乖                                          |
| 皇貞季   | 匹諾曹                  | 男配角，出於「白雪公主篇」的角色，超能力是說謊會變長的鼻子，口頭禪是:我騙人的                            |
| 朱雀橙   | 白雪公主                | 女配角，出於「白雪公主篇」的角色，超能力是撒嬌                                                           |
| 四刀輝彰 | 黑心皇后                | 女配角，出於「白雪公主篇」的角色，白雪公主她媽，超能力是收集名牌掃把，口頭禪是:我的掃把啊啊啊.....名牌啊 |
| 翔之軌跡 | 太乙真人                | 男配角，出於「哪吒篇」的角色，口頭禪是:唉唷，不錯喔，這是我的名片，請笑納                                |
| 皇貞季   | 福祿小金剛              | 总主角，出於「福祿篇」的角色                                                                             |
| 山新     | 蛇精                    | 女配角，出於「福祿篇」的角色                                                                             |
| 藤新     | 小混混                  | 男配角，出於「超人篇」的角色，企圖暗殺哪吒一行人，但一直沒有行動                                         |
| 笑談     | 牛魔王                  | 男配角，出於「西遊篇」的角色，被自己的面孔嚇到                                                           |
| 哈瑞     | 鳥維斯                  | 鳥不拉屎大王的飛船系統                                                                                   |
| 程願     | 小女孩                  | 女配角，出於「世界末日篇」的角色                                                                         |

## 音樂相關
主題曲
「新自掛東南枝」
作詞 - 盧恆宇 / 作曲 - 高銘 / 演唱 - 盧恆宇

## 评价
网易影评：“在故事上，电影版延续了网络版脑洞大开的节奏，上天入地，穿越时空，尽皆癫狂，尽皆过火。毁灭世界、大战魔王、拯救地球、改变命运……这些传统的超级英雄情节在网络化幽默感的嬉谑处理下，焕发出了全新的喜感，其“举重若轻”的处理方式，恰恰符合了网络一代无所不能调侃，无所不能吐槽的娱乐习惯。而尤为值得表扬的是，比起网络版片段化、段子式的情节拼凑，电影版在天马行空的基础上实际讲述了一个颇为规整和完善的类型化电影故事，其创作态度与叙事技巧远胜于今年贺岁档各种天花乱坠却连话都说不清楚的虎皮大片，也让观众在被笑点愉悦的同时，也能够意外收获到剧情的惊喜。”

## 票房
中国大陆首周5天收获8500万人民币列季军。次周取得2500万列第五位。
根据“猫眼票房分析”数据，电影最终录得总票房11990万人民币。

## 外部連結
- 官方網站（页面存档备份，存于）
- 官方YouTube頻道（页面存档备份，存于）
- 豆瓣电影上《十萬個冷笑話》的資料 （简体中文）
- 时光网上《十萬個冷笑話》的資料（简体中文）